# Instituto de Finanzas Internacionales

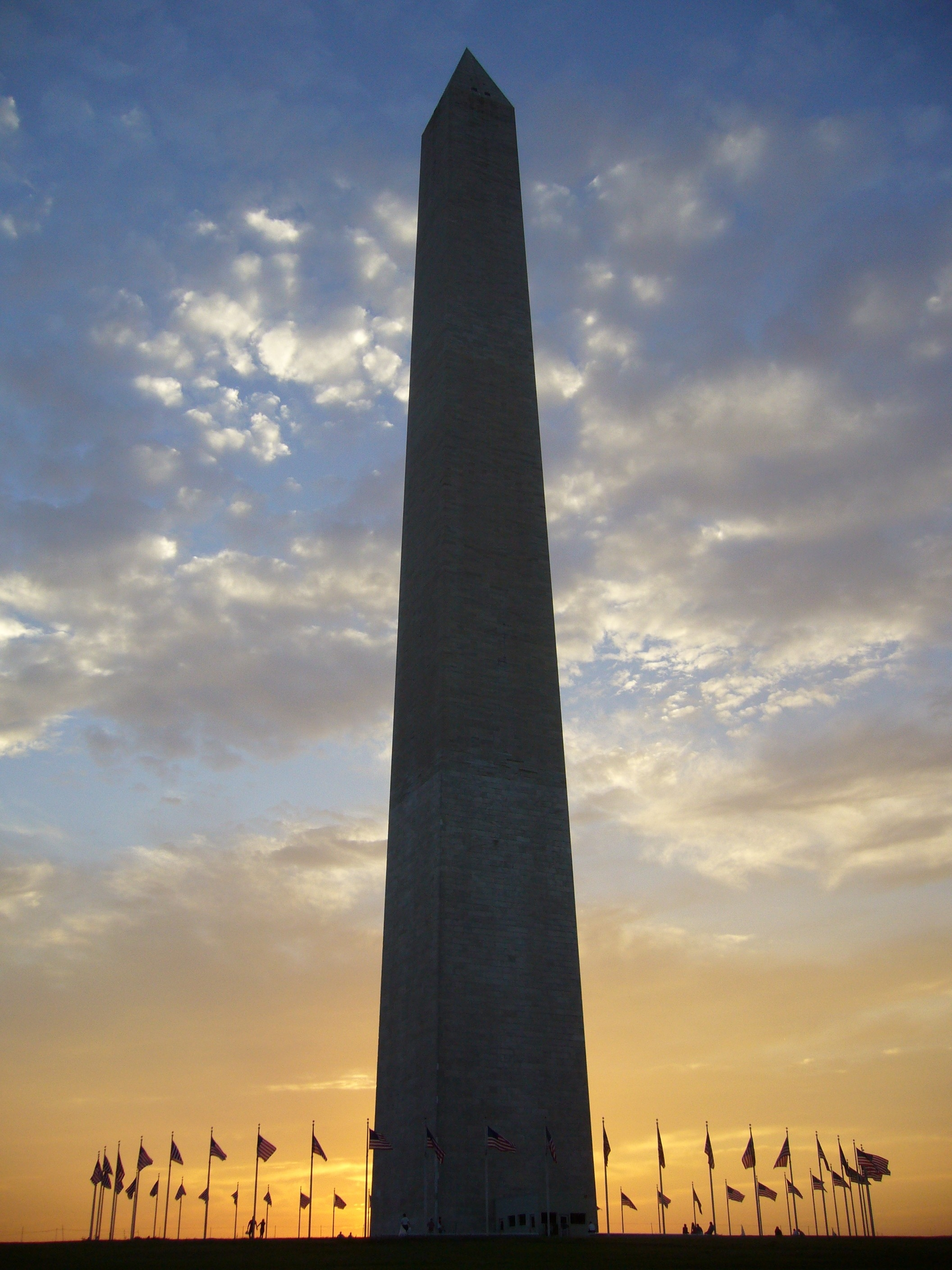
Memorial de Washington, ciudad donde el IIF tiene su sede

El Instituto de Finanzas Internacionales, Inc. (IIF por sus siglas en inglés) es una asociación empresarial mundial de instituciones financieras. Fue creado en 1983 por 38 bancos de los principales países industrializados como respuesta a la crisis de deuda internacional de comienzos de la década que empezó en 1981.
La misión del IIF es: apoyar a la industria financiera en la gestión prudente de los riesgos; desarrollar prácticas sólidas; y abogar por políticas regulatorias, financieras y económicas que favorezcan los intereses de sus miembros y fomenten la estabilidad financiera mundial y el crecimiento económico sostenible. A menudo  se traduce al español, menos correctamente, por Instituto Internacional de Finanzas. Es la única asociación de instituciones financieras privadas que tiene carácter mundial.
El IIF corresponde a sus miembros:
- Proporcionándoles análisis e investigación sobre mercados emergentes y otros aspectos de las finanzas mundiales.
- Desarrollando y adelantando opiniones y propuestas que influyan en el debate público sobre políticas, incluyendo las de agencias multilaterales, y sobre temas de interés común para los participantes en los mercados financieros mundiales.
- Coordinando una red para que los miembros intercambien puntos de vista y ofrezcan oportunidades para dialogar con políticos, reguladores e instituciones financieras privadas.

El consejo de administración del Instituto suma 38 personas. Está dirigido por la presidenta (desde el 13 de octubre de 2022) del consejo, Ana Patricia Botín, y los vicepresidentes. El director general y consejero delegado del IIF es Timothy D. Adams desde el 1 de febrero de 2013. El Instituto tiene su sede en Washington, D.C., y oficinas satélite en Dubái, Pekín, Singapur y Londres.

## Miembros
El Instituto de Finanzas Internacionales es la asociación mundial de la industria financiera, con cerca de 500 miembros de 70 países. Estos miembros incluyen la mayoría de los bancos comerciales y bancos de inversión más grandes del mundo, un número creciente de compañías de seguros, y empresas de gestión de inversiones. Entre sus miembros asociados hay empresas multinacionales, compañías de exportación-importación, agencias de crédito a la exportación y agencias multilaterales.

## Anteriores presidentes del consejo de administración
- William S. Ogden (presidente del comité de formación y de la junta interina, 1983)
- Richard D. Cerro (1984–1986)
- Barry F. Sullivan (1986–1991)
- Antoine Jeancourt-Galignani (1991–1994)
- William R. Rhodes, presidente de facto (abril octubre de 1994)
- Toyoo Gyohten (1994–1997)
- Georges Blum (1997–1998)
- Sir John R.H. Bond (1998–2003)
- Josef Ackermann (2003–2012)
- Douglas Flint (2012-2016)
- Axel Weber (2016-2022)